# Joseph Spiteri
Joseph Spiteri (Sliema, 20 de mayo de 1959) es un arzobispo y diplomático católico maltés, actual nuncio apostólico en México; desempeñando este cargo en Sri Lanka (2009-2013), en Costa de Marfil (2013-2018) y Líbano (2018-2022). 

## Biografía
Joseph Spiteri nació en el consejo local maltés de Sliema; aunque su familia vivía en Luqa. Hijo primogénito de Ernest Spiteri y Emmanuela Cassar.
Realizó su formación primaria en Luga, pasando en 1976 al Seminario Menor.  
Posteriormente pasó a estudiar en el Seminario de Victoria. 
Estudió en la Academia Pontificia Eclesiástica y obtuvo un doctorado en derecho canónico de la Universidad Pontificia de Santo Tomás de Aquino, en 1988.
Es políglota, ya que sabe: italiano, francés, español y portugués. 

### Sacerdocio
Su ordenación sacerdotal fue el 29 de junio de 1984, a manos del arzobispo Joseph Mercieca. 
Sirvió durante unos meses, en la parroquia de Żabbar.[cita requerida]

#### Diplomacia
Ingresó en el servicio diplomático de la Santa Sede el 15 de julio de 1988 y ejerció sus servicios en Panamá, Irak, México, Portugal, Grecia. En 2004 regresó a América Latina en Venezuela,  hasta que en 2009 inició sus servicios en la Secretaría de Estado del Vaticano; como Consejero de la Nunciatura en la Sección para las Relaciones con los Estados.

### Episcopado
El 21 de febrero de 2009, el papa Benedicto XVI lo nombró Arzobispo Titular de Serta y Nuncio Apostólico en Sri Lanka. Fue consagrado el 24 de mayo del mismo año, en la concatedral de San Juan; a manos del cardenal Tarcisio Bertone. Llegó al país el 20 de junio y el 30 de julio siguiente, presentó sus cartas credenciales a los entonces presidente Mahinda Rajapaksa y ministro de Relaciones Exteriores, Rohitha Bogollagama. El final de sus funciones en el país, concluyó con una misa de acción de gracias en Borella, el 2 de diciembre de 2013.
El 1 de octubre de 2013, el papa Francisco lo nombró Nuncio Apostólico en Costa de Marfil. Entregó sus credenciales al presidente Alassane Ouattara, el 18 de diciembre del mismo año.
A principios de 2015, fue citado por algunos medios como posible sucesor de Paul Cremona, renunciante al arzobispado de Malta; pero en última instancia es el obispo auxiliar de este último, Charles Scicluna, quien es designado.
El 7 de marzo de 2018, el papa Francisco lo nombró Nuncio Apostólico en el Líbano.
El 7 de julio de 2022, el papa Francisco lo nombró como Nuncio Apostólico en México.